# Damiano Brigo (matematico)
Damiano Brigo (Venezia, 1966) è un matematico e statistico italiano, attualmente detentore della cattedra Gilbart di professore di finanza matematica presso il King's College di Londra, noto internazionalmente per un certo numero di risultati in matematica e in particolare in teoria dei sistemi, calcolo delle probabilità e matematica finanziaria.

## Risultati principali
Brigo ha sviluppato, congiuntamente a  Bernard Hanzon e Francois Le Gland (1998), i projection filter, una famiglia di filtri non-lineari approssimati basati sull'applicazione della  geometria differenziale alla statistica. Questo ramo della teoria dei segnali generalizza il filtro di Kalman ai sistemi non lineari. Assieme a Fabio Mercurio (2002-2003), Brigo ha mostrato come costruire equazioni differenziali stocastiche coerenti con modelli a mistura, applicando i risultati alla modellizzazione delle superfici di volatilità. Con Aurelien Alfonsi (2005), Brigo ha introdotto nuove famiglie di distribuzioni multivariate in statistica tramite la nozione di funzione di copula periodica. A partire dal 2002, Brigo ha contribuito alla modellizzazione dei derivati sul credito e del rischio controparte. Con Andrea Pallavicini e Roberto Torresetti (2006), Brigo è stato tra i primi a calibrare coerentemente un modello di loss dinamico a varie quotazioni di mercato di obbligazioni di debito collateralizzate (CDO), sottolineando una probabilità non trascurabile che molti nomi fallissero contemporaneamente, mostrando grandi cluster di default e un pericolo concreto di perdite molto elevate in un periodo precedente la crisi finanziaria del 2007-2008.  Nel complesso Brigo è autore di oltre quaranta pubblicazioni internazionali ed è coautore del libro Interest rate models: theory and practice per Springer-Verlag, divenuto riferimento mondiale per i modelli dinamici stocastici dei tassi di interesse in finanza. Brigo, Pallavicini e Torresetti (2010) hanno pubblicato un volume per Wiley con i risultati sull'analisi dei modelli matematici di credito applicati a situazioni precedenti e successive all'inizio della crisi finanziaria iniziata nel 2007.  

## Affiliazioni
Brigo detiene attualmente la cattedra Gilbart Archiviato il 24 maggio 2010 in Internet Archive. di professore di Finanza Matematica presso il King's College di Londra. Brigo ha lavorato precedentemente come Managing Director a Londra presso Fitch Solutions, il ramo di consulenza del gruppo Fitch. Brigo è stato professore aggiunto di fixed income all'Università Bocconi di Milano e Visiting Professor al Dipartimento di Matematica dell'Imperial College di Londra. Brigo è stato anche adjunct professor presso la Essex University. Brigo è Managing Editor dell'International Journal of Theoretical and Applied Finance per la World Scientific. Brigo detiene un Dottorato di ricerca in Matematica presso la Free University di Amsterdam. 

## Principali Pubblicazioni
- Brigo, D, Pallavicini, A, e Torresetti, R, Credit Models and the Crisis: A Journey into CDOs, Copulas, Correlations and Dynamic Moels. Wiley, 2010.

- Brigo, D, Mercurio, F, Interest Rate Models: Theory and Practice - with Smile, Inflation and Credit, Heidelberg, Springer Verlag, 2001, 2nd Edition 2006.

- Brigo, D, Hanzon, B, LeGland, F, A differential geometric approach to nonlinear filtering: The projection filter, IEEE T AUTOMAT CONTR, 1998, Vol: 43, Pages: 247 - 252, ISSN 0018-9286

- Brigo, D, Hanzon, B, Le Gland, F, Approximate nonlinear filtering by projection on exponential manifolds of densities, BERNOULLI, 1999, Vol: 5, Pages: 495 - 534, ISSN 1350-7265

- Brigo, D, On SDEs with marginal laws evolving in finite-dimensional exponential families, STAT PROBABIL LETT, 2000, Vol: 49, Pages: 127 - 134, ISSN 0167-7152

- Brigo, D, Diffusion Processes, Manifolds of Exponential Densities, and Nonlinear Filtering, In: Ole E. Barndorff-Nielsen and Eva B. Vedel Jensen, editor, Geometry in Present Day Science, World Scientific, 1999

- Brigo, D, Mercurio, F, Lognormal-mixture dynamics and calibration to market volatility smiles, International Journal of Theoretical and Applied Finance, 2002, Vol: 5, Pages: 427 - 446

- Brigo, D, Mercurio, F, Sartorelli, G, Alternative asset-price dynamics and volatility smile, QUANT FINANC, 2003, Vol: 3, Pages: 173 - 183, ISSN 1469-7688

- Alfonsi, A, Brigo, D, New families of copulas based on periodic functions, COMMUN STAT-THEOR M, 2005, Vol: 34, Pages: 1437 - 1447, ISSN 0361-0926

- Brigo, D, Alfonsi, A, Credit default swap calibration and derivatives pricing with the SSRD stochastic intensity model, FINANC STOCH, 2005, Vol: 9, Pages: 29 - 42, ISSN 0949-2984

- Brigo, D (2008), CDS Options through Candidate Market Models and the CDS-Calibrated CIR++ Stochastic Intensity Model, In: Wagner, N., editor, Credit Risk: Models, Derivatives and Management, Taylor & Francis, 2008

- Brigo, D, Pallavicini, A, Torresetti, R, (2007) Cluster-based extension of the generalized poisson loss dynamics andconsistency with single names, International Journal of Theoretical and Applied Finance, Vol: 10

- Brigo, D., Pallavicini, A. (2007). Counterparty Risk under Correlation between Default and Interest Rates. In: Miller, J., Edelman, D., and Appleby, J. (Editors), Numerical Methods for Finance, Chapman Hall.